# Евсеенко, Станислав Леонидович
Станислав Леонидович Евсеенко (род. 19 февраля 1945, Новая Прага, Кировоградская область) — советский футболист, нападающий, тренер.

## Биография
Воспитанник ДЮСШ «Звезда» Кировоград. В 1962 году дебютировал за кировоградскую команду, называвшуюся в том сезоне «Динамо», во втором эшелоне советского футбола — классе «Б». Следующий сезон начал в «Звезде» в классе «Б», ставшим третьем по силе лигой. По ходу сезона перешёл в киевское «Динамо», но выступал только за дублирующий состав. С 1965 года играл в составе «Шахтёра» Донецк, за который провёл в чемпионате 166 игр, забил 25 голов. В 1971 году перешёл в днепропетровский «Днепр», с которым в том же сезоне вышел в высшую лигу, где играл до весеннего чемпионата 1976 года.
В 1978 году провёл три игры за «Спартак» Житомир, был тренером команды. С 1979 года по май 1980 — старший тренер «Нивы» Подгайцы.